# Banco Nacional do Comércio
Banco Nacional do Comércio, ou Banmércio, foi o segundo banco comercial criado no Rio Grande do Sul, iniciou suas operações em 1º de abril de 1895 com o nome de Banco do Comércio.
Fundado pelas empresas comerciais e comerciantes Caetano Pinto & Franco, Eurípedes Mostardeiro, Azevedo Irmãos & Cia, Edmundo Dreher, Hugo Gertum, Francisco Gonçalves e Fernando do Amaral Ribeiro. Sua primeira diretoria era constituída por Francisco Gonçalves Carneiro, Eduardo Dreher e Manoel Gonçalves Junior, tendo iniciado seus trabalhos com apenas seis funcionários.
Era uma iniciativa do setor comercial porto-alegrense que passa, a partir dessa década, a se favorecer do crescimento econômico das unidades agrícolas de imigrantes europeus implantadas nos decênios anteriores. Teve envolvimento contínuo na comercialização de produtos através do Porto de Rio Grande, bem como no financiamento do comércio e indústria de toda Região Sul, incluindo Santa Catarina e Paraná.
Nos primeiros dez anos se restringiu basicamente ao empréstimo sob hipotecas, tendo com isso acumulado muitos imóveis adquiridos na liquidação de contas de credores inadimplentes. Mesmo assim sobreviveu à crise bancária impulsionada pela quebra do Banco da República em 1900 e pode gozar da melhora de condições a partir de 1906. Participou nesse ano, junto com o Banco da Provínciada constituição da Companhia Força e Luz, que depois veio a formar a CEEE.
O número de funcionários no início cresceu lentamente: em 1899, era de 15 e depois de dez anos, em 1909, chega a 21. Nesse ano muda sua denominação para Banco do Comércio de Porto Alegre. Em 1910 o banco ingressa numa fase de expansão, abrindo filiais e sucursais no interior e, a partir de 1915, inclusive fora do Rio Grande do Sul nos estados de Santa Catarina, Mato Grosso e Paraná.
Em 1917 passa a se chamar Banco Nacional do Comércio, também conhecido por Banmércio. Ao lado do Banco da Província e do Banco Pelotense foi acionista e co-fundador, em 1918, da Companhia de Fumos Santa Cruz. Em 1919 chega aos 410 funcionários e quinze agências no interior.
Apesar de manter uma grande quantidade de capital imobilizado, ao contrário do Banco Pelotense, por exemplo, o Comercial mantinha uma conta de provisão para as depreciações desses imóveis, dessa maneira, ultrapassa a crise de 1929 e mantém as suas atividades.
Em 1944 possuía 954 funcionários, no seu cinquentenário, em 1945, tinha 89 agências. No final de 1959, com 65 anos de atividade possuía 110 agências, 77 delas no Rio Grande do Sul, 20 em Santa Catarina, 11 no Paraná, 1 no Rio de Janeiro e 1 em São Paulo. Também controlava 4 companhias que atuavam no ramo imobiliário e de seguros. Ao contrário de outros bancos gaúchos da época, não procurou se expandir por todo o país, se restringindo somente a região sul.
No final de 1964 era o banco gaúcho com maior rede de agências (136) e no final de 1965 teve a maioria de suas ações adquirida pelo Montepio da Família Militar. No início de 1967 foi o primeiro banco gaúcho autorizado a receber depósitos do FGTS. Em 1968 adquiriu a Alto Uruguai - Cia. de Financiamento e Crédito, com sede em Erechim, em 1971 foi incorporado o Banco Duque de Caxias (antigo Banco Militar Brasileiro, com quatro agências em Porto Alegre e uma em Pelotas e que já havia incorporado o Banco Produção) e no mesmo ano ingressou na rede de cartões de crédito Diners.
Em 1972 funde-se com o Banco da Província e o Banco Industrial e Comercial do Sul, dando origem ao Banco Sulbrasileiro.
Seu prédio histórico, localizado no centro de Porto Alegre, desde os anos 2000, abriga o Santander Cultural e já abrigou sedes de diversos bancos após o Banco do Comércio (entre eles o Banco Meridional).